# Лагранж, Евгений Владимирович
Евге́ний Влади́мирович Лагра́нж (19 апреля 1976, Москва — 22 марта 2013, Рим) — российский журналист, телеоператор ВГТРК. Соавтор многочисленных фильмов и документальных репортажей об Италии, Ватикане, Франции, Греции, Испании, Португалии, Ираке и других странах. Освещал боевые действия в горячих точках — в Чечне, Ираке, Сирии и Ливане.

## Биография
Родился 19 апреля 1976 года в Москве в семье известного фотографа и фотожурналиста Владимира Лагранжа (1939—2022). С 1983 по 1993 год учился в школе № 204 имени А. М. Горького.
Во время учёбы во ВГИКе стал работать на телевидении. С 1996 по 1998 год работал в программах «Дорожный патруль», «Экран криминальных сообщений» и «Смак». После окончания ВГИКа (курс А. А. Колошина) перешёл на работу в телекомпанию «НТВ».
С 1998 по 2001 год работал оператором в информационных программах «Сегодня», «Итоги», «Итого», «Профессия — репортёр» и «Криминал» телекомпании «НТВ». Во время Второй чеченской кампании неоднократно был оператором в составах съёмочных групп специальных корреспондентов НТВ в Чечне: в группе Александра Абраменко — с осени 1999 по май 2000 года — и Вадима Фефилова — летом 2000 года.
После смены руководства телекомпании НТВ в ночь с 13 на 14 апреля 2001 года остался на телеканале, однако согласился снять для Владимира Кара-Мурзы-ст. (единственного из сотрудников старого НТВ, пришедшего в «Останкино» после захвата) его встречу с прибывшим в телецентр в качестве частного лица основателя НТВ, председателя ВГТРК Олега Добродеева.
В сентябре 2001 года ушёл с обновлённого НТВ и перешёл на РТР в Дирекцию информационных программ, был телеоператором в программах «Вести», «Вести недели» и «Специальный корреспондент». Первое время он работал на корреспондентском пункте в Великобритании (Лондон) с корреспондентом Алексеем Михалёвым. После того, как на РТР с НТВ на должность руководителя информационной дирекции перешёл Владимир Кулистиков, Лагранж был отозван с корпункта и приглашён обратно в российскую столицу, в центральную редакцию «Вестей». Возможной причиной может служить апрельская съёмка 2001 года в телецентре на этаже НТВ.
В 2003 году освещал начало войны в Ираке, по свидетельству коллег, был единственным, кто работал без бронежилета. Боевые действия снимал также в Сирии и Ливане. В телекомпании ВГТРК Лагранжа называли «бесстрашным, одержимым, спонтанным».
С января 2007 года по инициативе Олега Добродеева Лагранж стал телеоператором южноевропейского бюро ВГТРК в Италии в паре с собственным корреспондентом ВГТРК Асей Емельяновой. Вместе они снимали специальные репортажи, документальные фильмы из Италии, Греции, Франции, Португалии, Испании, Кипра и других стран. Были первыми российскими журналистами, оказавшимися в апреле 2009 года на месте землетрясения в Аквиле, а в январе 2012 года на месте столкновения с рифом самого большого в истории пассажирского судна, потерпевшего крушение.
Одной из последних работ Лагранжа стало освещение в марте 2013 года событий на площади Святого Петра в Ватикане в связи с выборами нового Папы Римского.
Был заядлым мотоциклистом. Погиб в возрасте 36 лет 22 марта 2013 года на автостраде А91 Рим — Фьюмичино. Мотоцикл Лагранжа на большой скорости врезался в ограждение на последнем повороте перед въездом в аэропорт имени Леонардо да Винчи.
Похоронен на Донском кладбище в Москве. Урна с прахом  захоронена в родственной могиле  на  участке № 4.

## Личная жизнь
От первого брака, продолжавшегося около 15 лет, со своей учительницей по русскому языку и литературе Ириной Евгеньевной (старше Евгения на 14 лет) Лагранж имел дочь Анастасию (род. 1998). «Косых взглядов хватало. Я сильный человек, но он ещё сильнее и мужественнее меня», — в 1998 году сказала о муже в интервью газете «Московские новости» Ирина Лагранж, впоследствии редактор и продюсер на радио «Русская служба новостей».
После распада этого брака Лагранжа связывали отношения с коллегой по римскому корпункту Асей Емельяновой (род. 4 сентября 1978, Вологда).